# Вернон (Британска Колумбија)
Вернон (енгл. Vernon) је град у Канади у покрајини Британска Колумбија. Према резултатима пописа 2011. у граду је живело 38.150 становника.

## Становништво
Према резултатима пописа становништва из 2011. у граду је живело 38.150 становника, што је за 6,0% више у односу на попис из 2006. када је регистровано 35.979 житеља. 
| 2006.  | 2011.  |
| ------ | ------ |
| 35.979 | 38.150 |